# Convento de la Victoria (Almonte)
El Convento de Nuestra Señora de la Victoria fue un templo católico, perteneciente a la orden de los mínimos, situado en la localidad de Almonte.

## Historia
La orden mínima fue la primera en establecerse en Almonte, el 26 de mayo de 1574. El convento fue fundado con seis religiosos por Pedro de Gauna bajo el título de Jesús y María, que posteriormente cambiaría al definitivo de Nuestra Señora de la Victoria.
El convento contó con el mecenazgo de los duques de Medina Sidonia y familias hidalgas como los Pinto. La iglesia fue inaugurada en los últimos días de 1622.
En 1775, el convento pasa por su momento de mayor esplendor. La comunidad se compone por catorce religiosos. Las rentas superaban los 9.000 reales y las limosnas los 4.000. Sin embargo, la bonanza duraría poco. En 1798, la comunidad se ha reducido a cuatro frailes y se ve obligada a vender algunas posesiones. En 1804, consta el estado ruinoso de la iglesia y las dependencias conventuales.
Los avatares del siglo XIX fueron el golpe de gracia para los mínimos de Almonte. Entre el 31 de diciembre de 1809 y el 11 de julio de 1814, los frailes abandonaron el convento debido a la invasión francesa. De nuevo debieron abandonarlo en 1821 ante el decreto que suprimía los conventos con menos de doce profesos, volviendo dos años más tarde. Nuevas leyes reformadoras volverían a afectar al convento almonteño doce años más tarde, procediéndose a su cierra definitivo el 27 de agosto de 1837.
El edificio desamortizado fue subastado el 21 de mayo de 1841, adquiriéndolo por 19.000 reales el vecino de Almonte Juan García Roldán.

## Descripción

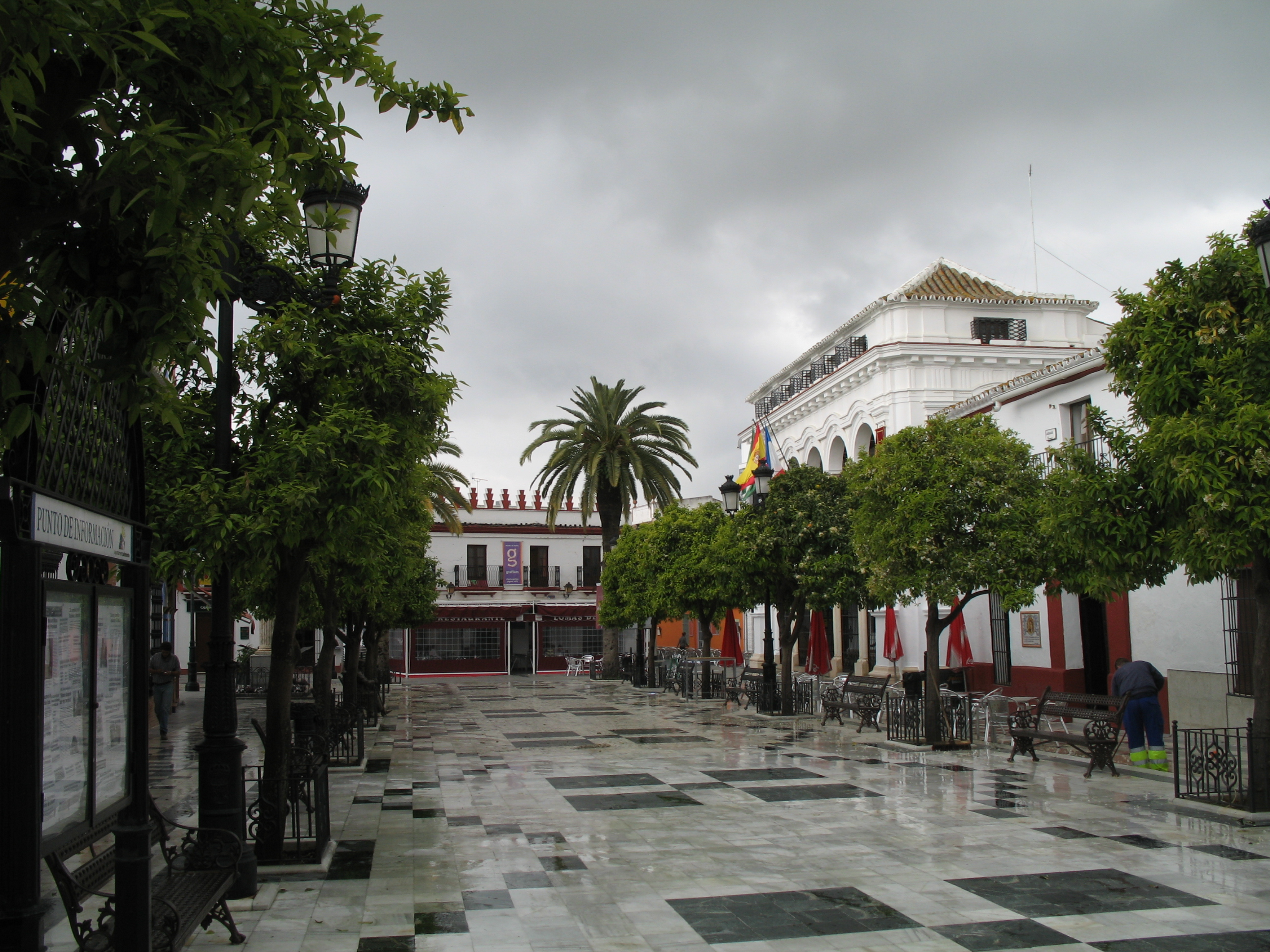
El Convento de la Victoria se encontraba en la Plaza Virgen del Rocío, en el extremo opuesto a la Parroquia de la Asunción.

El conjunto del convento contaba con una superficie de 2.633 m2.
La iglesia del convento era de una única nave, con techumbre de madera. La puerta principal, bajo el campanario, se abría a la calle Concepción, mientras que otra puerta, en el muro izquierdo, daba a la actual plaza Virgen del Rocío, frontera a la Parroquia de la Asunción.
El inventario realizado en 1837 con motivo del cierre del convento refleja la existencia de seis altares. El mayor estaba dedicado a San Francisco de Paula, fundador de la orden mínima, existiendo otros dedicados a Cristo crucificado, la Virgen de la Victoria, San Francisco de Sales y el Santo Entierro.
Uno de los altares más destacados fue el dedicado a la Virgen de la Soledad. La orden mínima le concedió su patronato a Alonso José Domínguez Ponce Campos de Cabrera y María de la Antigua Mastrucio por acuerdo capitular adoptado en Utrera el 29 de septiembre de 1774.